# 1976-os jégkorong-világbajnokság
Az 1976-os jégkorong-világbajnokság a 43. világbajnokság volt, amelyet a Nemzetközi Jégkorongszövetség szervezett. A vb-ken a csapatok három szinten vettek részt. A világbajnokságok végeredményei alapján alakult ki az 1977-es jégkorong-világbajnokság csoportjainak mezőnye.

## A csoport
1–8. helyezettek
- Csehszlovákia – Világbajnok
- Szovjetunió
- Svédország
- Egyesült Államok
- Finnország
- NSZK
- Lengyelország – Kiesett a B csoportba
- NDK – Kiesett a B csoportba

Két csapat esett ki a B csoportba, mert Kanada 1969 után 1977-ben újra részt vett a világbajnokságon és az A csoportba sorolták be.

## B csoport
9–16. helyezettek
- Románia – Feljutott az A csoportba
- Japán
- Norvégia
- Svájc
- Jugoszlávia
- Hollandia
- Olaszország – Kiesett a C csoportba
- Bulgária – Kiesett a C csoportba

## C csoport
17–21. helyezettek
- Ausztria – Feljutott a B csoportba
- Magyarország – Feljutott a B csoportba
- Franciaország
- Dánia
- Nagy-Britannia